# Rhinoclemmys areolata
La tortuga de monte mojina (Rhinoclemmys areolata) es una especie de tortuga de tierra que pertenece a la familia Geoemydidae. Se distribuye del centro de Veracruz en México, hasta El Salvador, Belice, Guatemala y Honduras y agua D'vita Su hábitat se compone de bosque y sabana en zonas tropicales y subtropicales, desde el nivel del mar hasta una altitud de 300 m s. n. m.. No tiene subespecies reconocidas. En México se encuentra como amenazada (A) por la NOM-059-SEMARNAT-2010 y como cercanamente amenazada (NT) por la Lista Roja de la IUCN.